# Теслин (озеро)
Те́слин (англ. Teslin Lake) — озеро, находящееся на границе между Британской Колумбией (округ Кассар) и Юконом в Канаде. Питается водами одноимённой реки, которая втекает в озеро на юге и вытекает на севере, и других более мелких рек. Высота над уровнем моря — 683 м.
На берегу озера расположены посёлок Теслин, индейская резервация Теслин-Пост 13 общины Теслин-Тлингит на территории Юкона и индейские резервации Дженнингс-Ривер 8, Теслин-Пост 8, Теслин-Пост 9 общины Таку-Ривер-Тлингит на территории Британской Колумбии. Обе общины относятся к внутренним тлингитам.
Вдоль озера проходит аляскинская трасса.

## История
Озеро и река Теслин появились в первом же отчёте географической комиссии Канады в 1898 году. В отчёте было сказано, что озеро целиком расположено на территории Юкона в южной его части. В 1912 году в 11-м отчёте было сделано уточнение, что озеро находится и в Юконе и в Британской Колумбии.
Согласно данным Топографического проекта Юкона (англ. Yukon Geographical Names Project), географическое название «Теслин» означает «длинную воду».

## Флора и фауна
В озере водится озёрная форель, которая привлекает любителей спортивной рыбной ловли. В конце лета вверх по реке Юкон, а затем и по реке и озеру Теслин поднимаются на нерест чавыча и кета. Осенью озеро привлекает охотников на уток, гусей и лосей.